# 西格氏假鰓鱂
西格氏假鰓鱂，為輻鰭魚綱鯉齒目鰕鱂亞目鰕鱂科的其中一種，為熱帶淡水魚，分布於非洲坦尚尼亞Wulua、Mungu及Malagarasi河流域，體長可達6.2公分，棲息在季節性的溪流、沼澤、水塘淺層水域，生活習性不明。

## 擴展閱讀
維基物種上的相關：西格氏假鰓鱂